# Sebasmia speculifera
Sebasmia speculifera là một loài bọ cánh cứng trong họ Cerambycidae.